# Cui Yongmei (Schiedsrichterin)
Cui Yongmei (* 24. November 1979) ist eine chinesische Fußballschiedsrichterassistentin.
Von 2008 bis 2019 stand sie auf der Liste der FIFA-Schiedsrichter und leitete internationale Fußballpartien.
Cui Yongmei war unter anderem Schiedsrichterassistentin bei der U-20-Weltmeisterschaft 2012 in Japan, bei der Weltmeisterschaft 2015 in Kanada (als Assistentin von Qin Liang), beim olympischen Fußballturnier 2016 in Rio de Janeiro (als Assistentin von Rita Gani) und bei der U-20-Weltmeisterschaft 2018 in Frankreich.
Für die Weltmeisterschaft 2019 in Frankreich musste sie gesundheitsbedingt absagen.